# Château de Bonnétable
Le château de Bonnétable est une demeure seigneuriale dont le domaine se déploie à la fois sur les terres des communes de Bonnétable et de Briosne-lès-Sables, dans le département de la Sarthe, en région Pays de la Loire .
Au début des années 1990, l'ensemble des autres parties de l'édifice, mais aussi, les communs, le parc, le potager, l'éolienne Bollée et l'enceinte attenants au château de Bonnétable bénéficient également d'une inscription sur la liste des monuments historiques de France par arrêté ministériel du 29 novembre 1991.

## Localisation
| - OpenStreetMap Ville de Bonnétable : le château est situé au centre droit de la carte |

Le château de Bonnétable est situé au sein de la Communauté de communes Maine 301 dans le canton de Bonnétable, département de la Sarthe, en région Pays de la Loire. Son espace domanial (parc, jardins et dépendances compris) se développe à l'extrémité nord-ouest de la ville de Bonnétable et sur les marges sud-est de la commune de Briosne-lès-Sables. Il est en outre traversé par un cours d'eau, le « Tripoulin », un affluent de l'Orne saosnoise. Le domaine de Bonnétable est par ailleurs longé par la « rue du Maréchal Leclerc », à l'Est ; les rues de Luynes, d'Isly et de la Gare, au Sud ; la rue Saint-André de Gelly au Nord ; et enfin la route départementale 301 qui traverse Briosne-lès-Sables, à l'Ouest.

## Histoire
L'existence d'un château-fort à Malétable, Malum Stabulum, est attestée dès le XIIe siècle, en 1170, puis en 1209. La seigneurie de Malétable appartenait alors à la famille de Rotrou. L'aspect de cet édifice n'est pas connu, mais un aveu de 1406 lui mentionne un donjon, des murs et des douves, environnés par une forêt de mille arpents, sur laquelle s'exerçait le droit de chasse. À la fin du XIIIe siècle, Malétable prend son nom actuel de Bonnétable, Bonum Stabulum .
Occupé par les Anglais en 1420-1422, pendant la guerre de Cent Ans, le château de Bonnétable, alors siège d'une châtellenie, est ruiné.
Par lettres données en juillet 1472, Louis XI autorise Jean d'Harcourt à faire rétablir son château de Bonnétable.
La construction de cette nouvelle demeure débute en 1476. Mathurin Delandelle en est le maître d'œuvre.
Le marché passé alors pour cette reconstruction prévoit un édifice de 110 pieds carrés, avec une grosse tour à chaque angle, deux grosses tours flanquant un porche d'entrée voûté, une chapelle de 40 pieds de long sur 24 pieds de large, couverte en ardoises d'Angers, des murs avec mâchicoulis en pierre de taille.
À la mort de Jean d'Harcourt, en 1487, les travaux ne sont pas terminés. Ses successeurs les font poursuivre.
Aux d'Harcourt succèdent à Bonnétable, par alliances, les Coesmes, puis les Bourbon-Soissons, jusqu'au début du XVIIIe siècle (précisions sur la succession généalogique à l'article Bonnétable).
En 1621, Louis XIII est reçu au château de Bonnétable par Anne de Montafié, comtesse de Bourbon-Soissons .
Au XVIIIe siècle, le château, passé par alliance aux d'Albert de Luynes, n'est plus que rarement habité et perd ses douves, qui sont comblées.
Sous la Révolution, le château appartient à Louis Joseph Charles Amable d'Albert de Luynes, 6e duc de Luynes (1748-1807), qui n'émigre pas.
Resté en sa possession, le domaine de Bonnétable se transmet à sa fille, Pauline Hortense d'Albert de Luynes, duchesse de Montmorency, morte à Bonnétable en 1858.
Vers 1880, le château, échoit à son petit-fils, Sosthène II de La Rochefoucauld, duc de Doudeauville, fils d'Élisabeth-Hélène de Montmorency-Laval et de Sosthène Ier de La Rochefoucauld-Doudeauville, qui charge l'architecte Henri Parent (1819-1895), d'une importante campagne de rénovation. Les façades de l'édifice sont rhabillées dans un style néo-gothique , avec, en particulier, le percement de nombreuses ouvertures, l'ajout de tourelles, de bow-windows et de perrons.
Pour le décor intérieur, l'architecte fait appel à des artisans décorateurs et peintres venus de la ville du Mans. Le décor créé alors comporte de nombreux symboles liés à l'histoire familiale du commanditaire, notamment une Mélusine, dénommée « fée protectrice du château », devenue en cette fin du XIXe siècle l'emblème du logis domanial.
Une autre pièce confectionnée au cours de cette reconstruction, une cheminée trônant dans la salle à manger, met en évidence sur sa façade la devise de la dynastie des La Rochefoucauld, « C'est mon plaisir », ainsi que celle de la maison des Ligne : « Toujours droit ».
En 1908, la salle à manger bénéficie de quelques aménagements : ses parois sont agrémentées de tapisseries en provenance de la manufacture de Beauvais, tandis que la chapelle attenante au château, dont le style est qualifié de Haute époque, est pourvue de onze médaillons à connotation religieuse, et qui évoquent les onze saints patrons de chacun des enfants du duc de Doudeauville et de la duchesse .
Leurs descendants ont conservé le château de Bonnétable jusqu'à la fin du XXe siècle.

Personnalités liées au château de Bonnétable
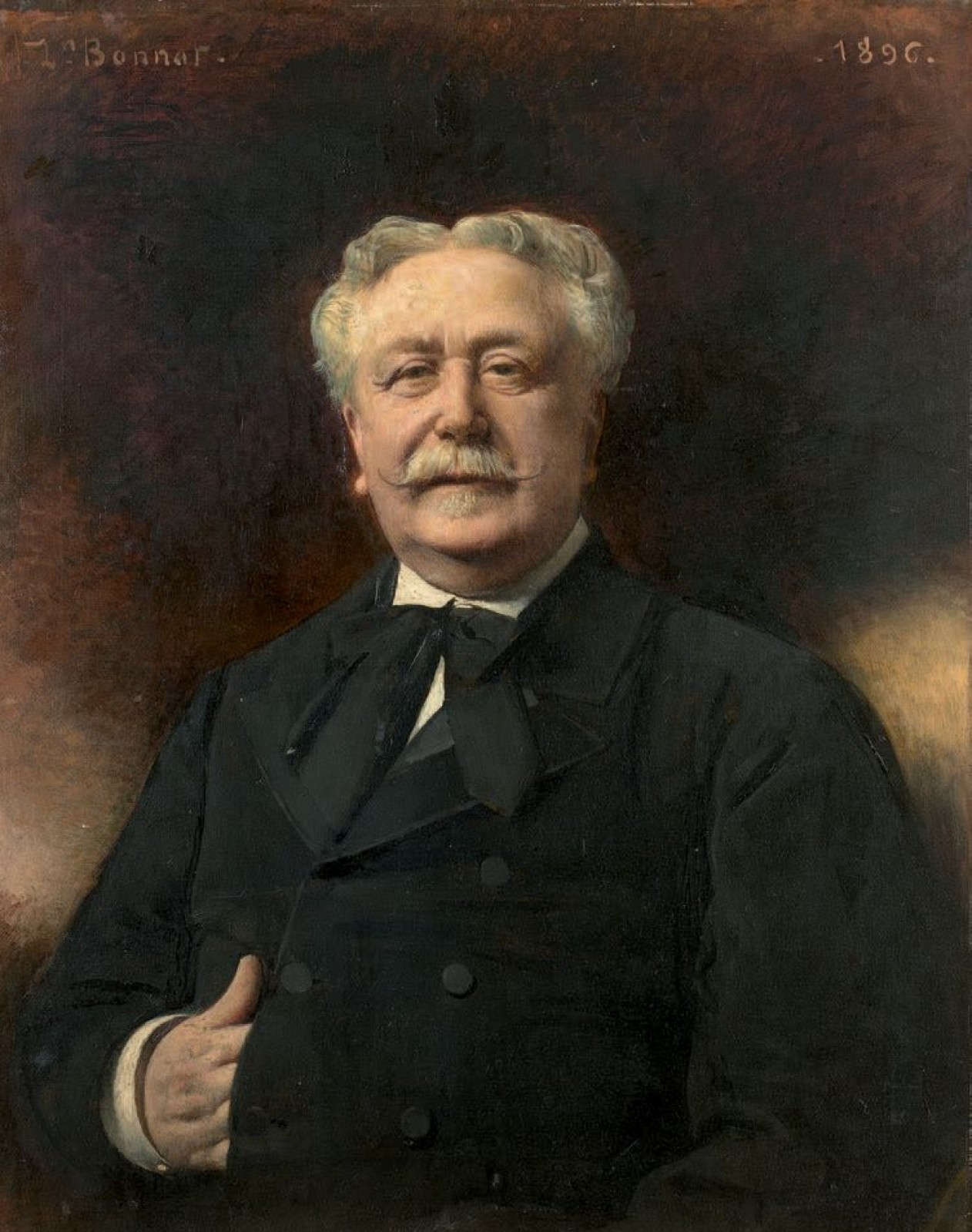
Le duc de Doudeauville, par le peintre Léon Bonnat.
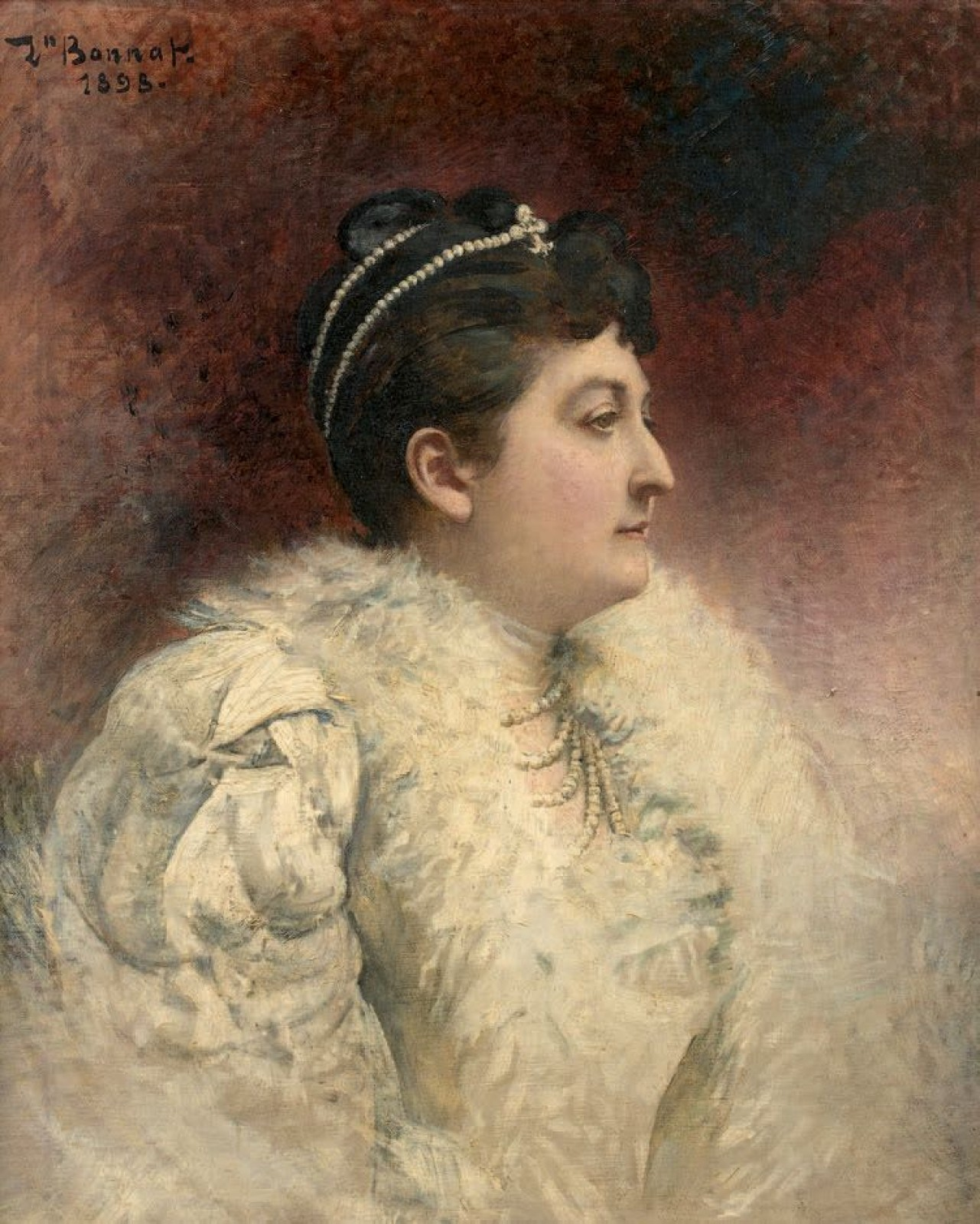
Portrait en buste de la princesse Marie de Ligne, duchesse de Doudeauville par Léon Bonnat.

## Description
Une description des lieux, manuscrite par la Duchesse de Dino, invitée d'une réception donnée en septembre 1836 par Pauline-Hortense d'Albert de Luynes — duchesse de Montmorency-Laval par son mariage avec son cousin le duc Mathieu, belle-mère de Sosthène Ier et grand-mère de Sosthène II de La Rochefoucaud,, — donne quelques précisions sur le château et son parc :

« C'est un vieux manoir à grosses tourelles, à murs épais, à fenêtres rares et étroites ; peu meublé, point orné, mais solide, propre, et où le nécessaire en tout genre se trouve, depuis l'aumônier jusqu'à une bassinoire. [...] Au centre d'une forêt, où six routes aboutissent à un carrefour, il y a une immense clairière où la Duchesse a fait construire une faïencerie, avec toutes les dépendances, c'est presque un village, qui occupe soixante-huit personnes. »

— Duchesse de Dino.

### Le parc et les jardins
Le parc et les jardins potagers du domaine de Bonnétable, dont l'accès est situé rue d'Isly , sont réaménagés par les paysagistes Denis et Eugène Bühler à la fin du XIXe siècle (en 1885), pour le compte du Duc de Doudeauville . Le parc est alors redessiné, les douves recreusées, remises en eau, et une pièce d'eau créée dans le parc.

### La manufacture de faïences et de poteries
La faïencerie du domaine, également appelée la « Villa du Rond », est construite en 1832, à l'initiative de la Duchesse de Montmorency alors propriétaire des lieux. Cette fabrique confectionne également des poteries qui approvisionnent l'ensemble de la région du Perche. Elle permet à la commune, ainsi qu'aux villes environnantes, de pourvoir en emploi les populations locales.
À ce titre, dans une publication de la revue "La vie à la campagne", Albert Maumené précise :

« [...] une fabrique de grosses poteries est installée dans la forêt ; le duc la fait fonctionner surtout pour donner du travail aux ouvriers. [...] Toutes les matières premières nécessaires se trouvent sur place. »

— Albert Maumené, 1908, p. 13.
Bien que cet atelier connaisse un développement économique pérenne dans la seconde moitié du XIXe siècle, la manufacture de faïences et de poteries ferme définitivement ses portes en 1912.

### Galerie

Différents aperçus du château de Bonnétable et de son enceinte
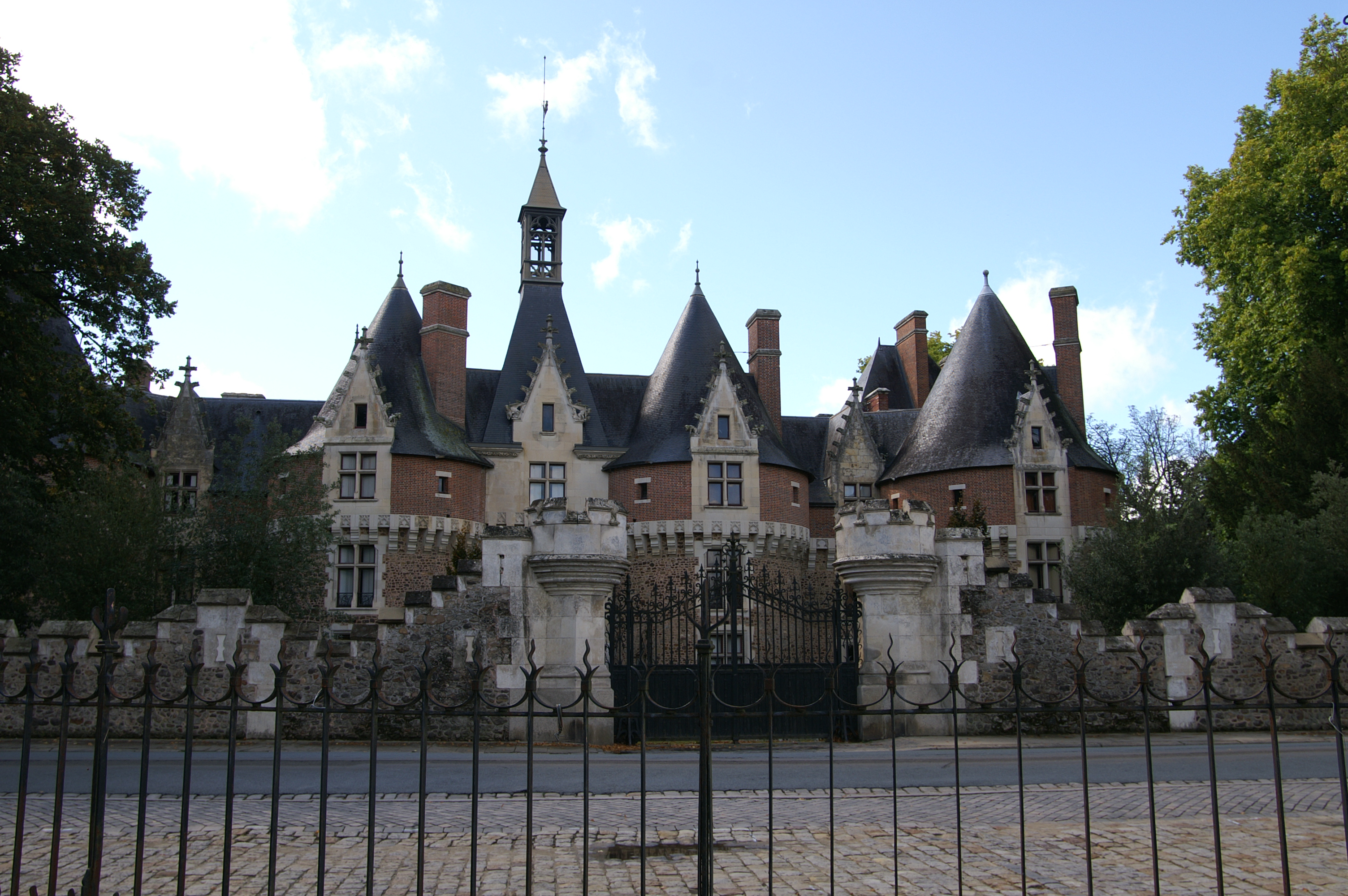
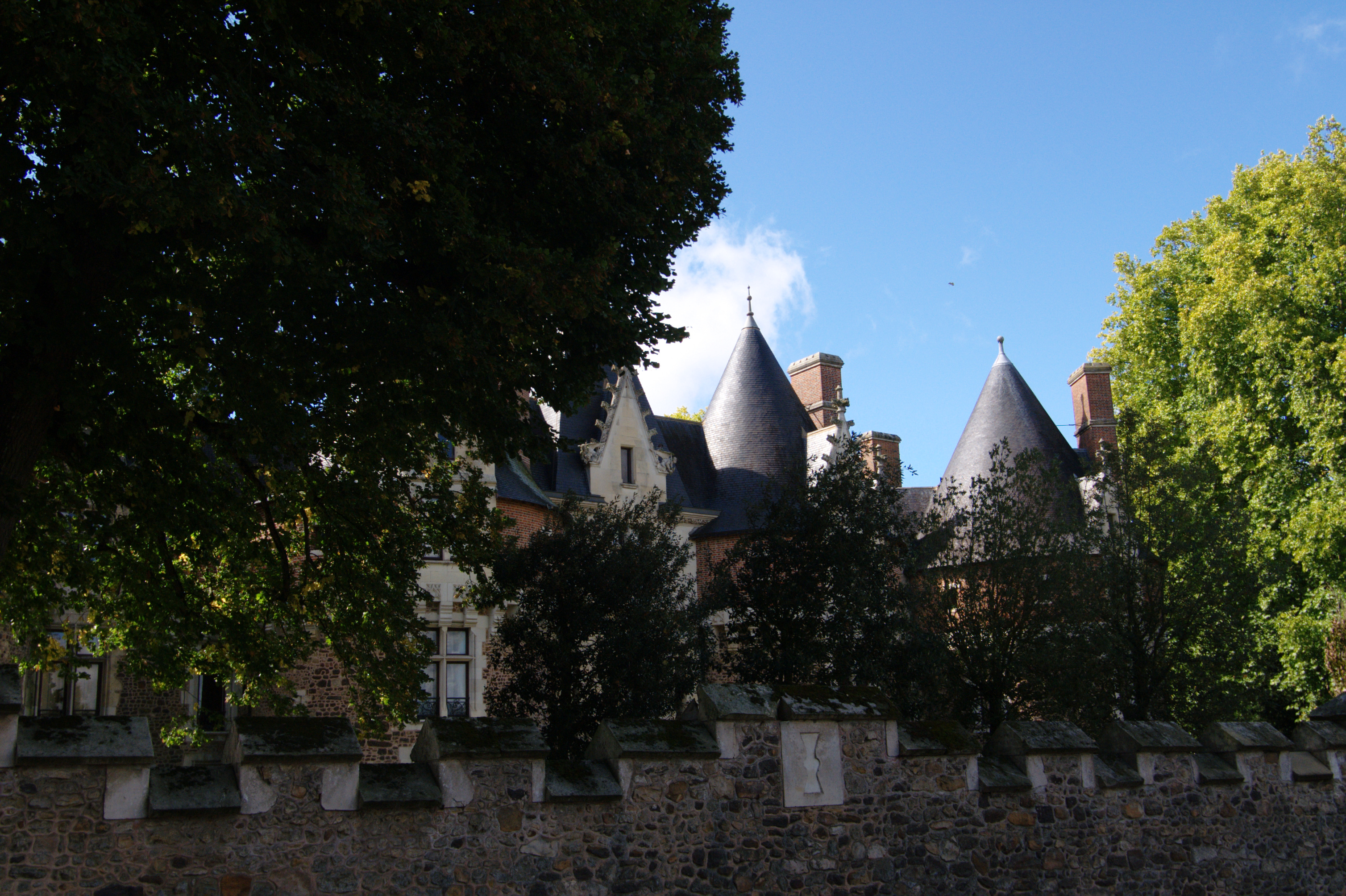
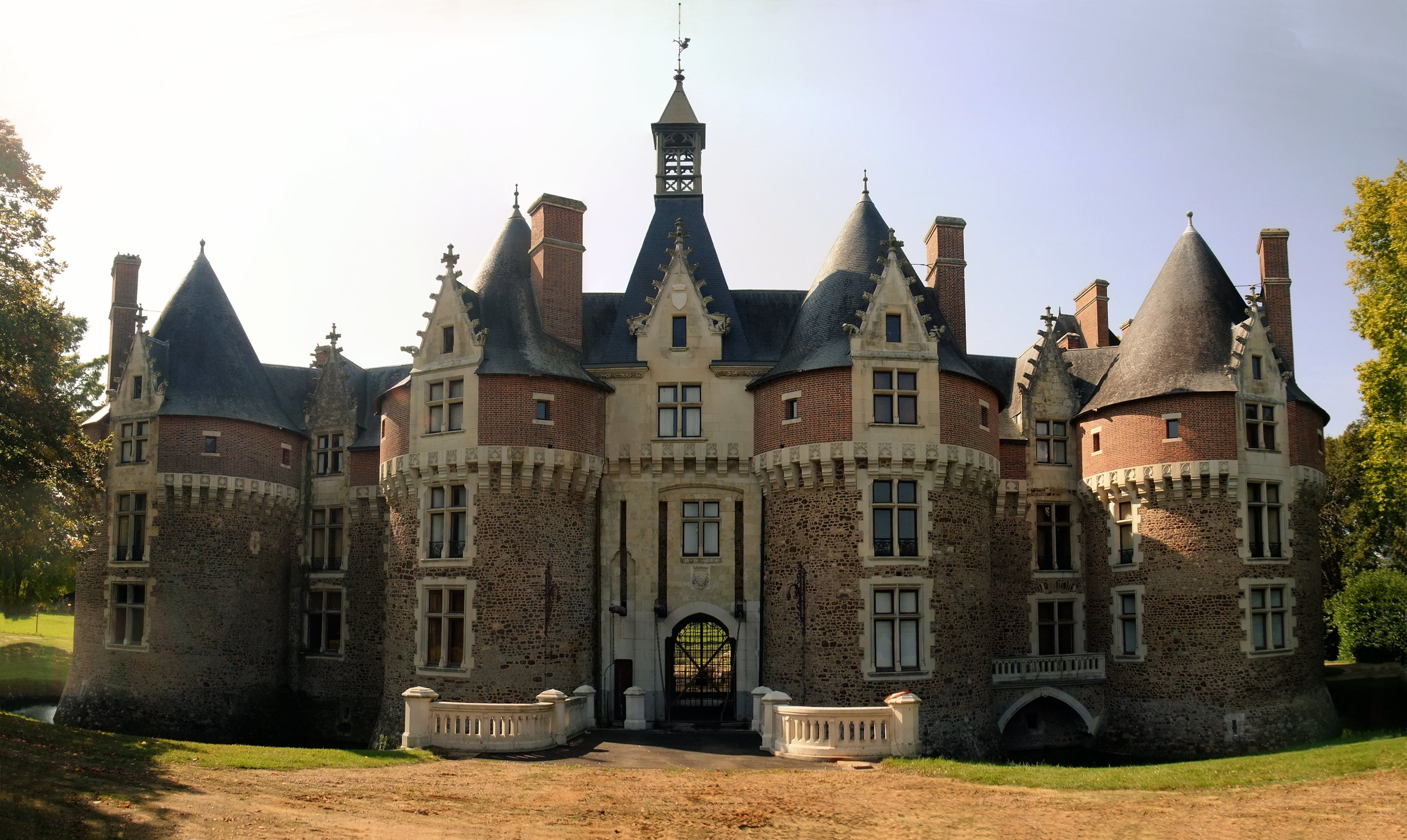

## Pour approfondir